# L'uscita dal ballo in maschera
(Nuova antologia di scienze, lettere, arti: Anno terzo, Volume IX, 1868)
L'uscita dal ballo in maschera (in francese: Suite d'un bal masqué; in russo Дуэль после маскарада?, Duėl' posle maskarada), anche noto con i titoli Duello dopo il ballo in maschera e Duello fra due maschere, è un dipinto a olio su tela del pittore francese Jean-Léon Gérôme, realizzato nel 1857. L'opera originale è conservata al museo Condé di Chantilly. Di questo quadro esistono almeno due repliche: una è conservata nel museo dell'Ermitage di San Pietroburgo e l'altra nel Walters Art Museum di Baltimora.

## Storia

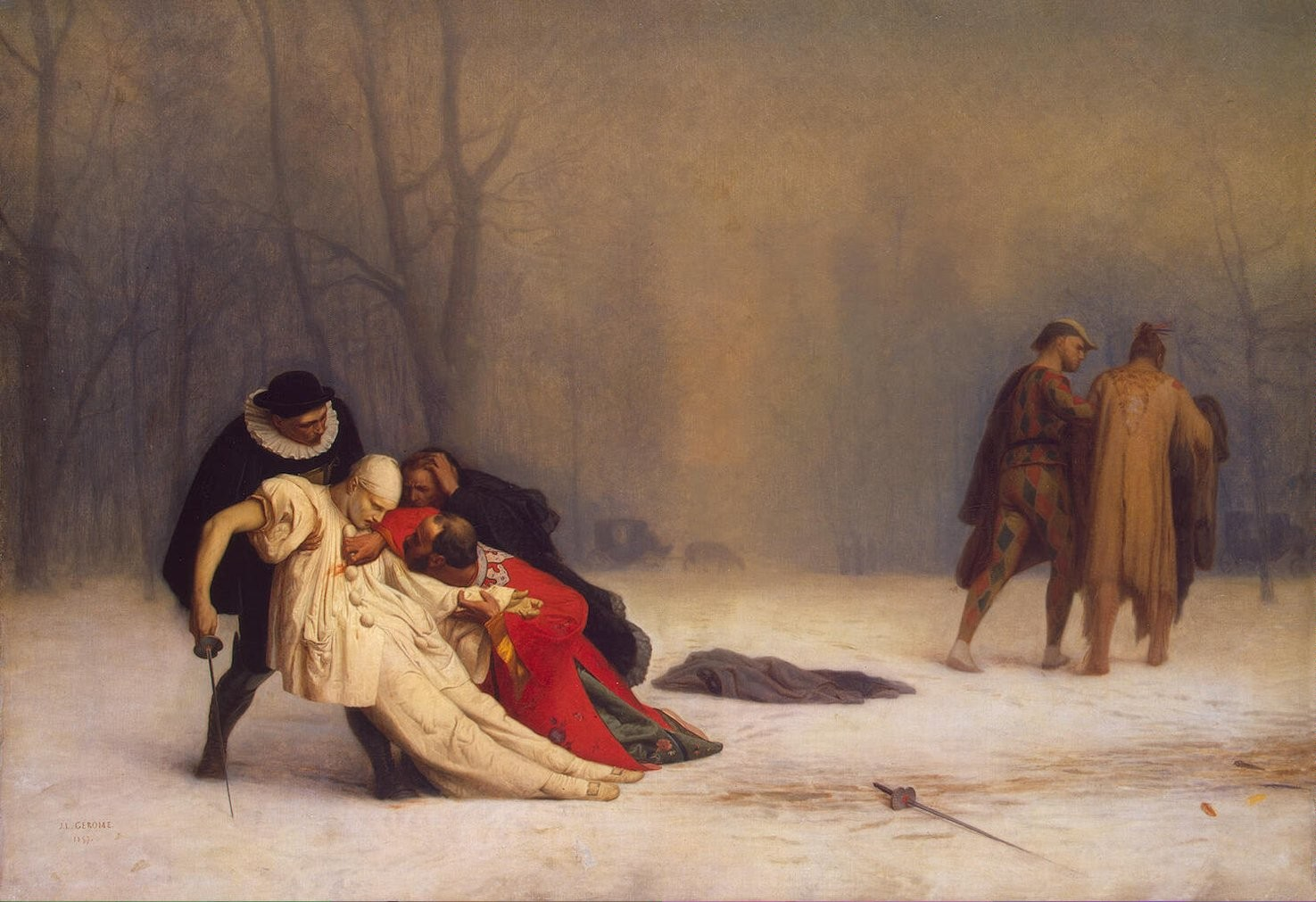
La replica pietroburghese

Nel 1857 Gérôme espose L'uscita dal ballo in maschera due volte: al Salone di Parigi e a Londra insieme al commerciante inglese Gambart. L'opera divenne famosa in breve tempo ed alcuni critici del Salone cominciarono a fare speculazioni su quale possibile incidente avesse ispirato Jean-Léon Gérôme per questo quadro (questo tema artistico comunque andava di moda all'epoca, come dimostra l'opera Il duello dopo il ballo in maschera di Thomas Couture). Nel 1858 il dipinto venne acquistato dal duca di Aumale, Enrico d'Orléans. Il quadro venne prestato dal duca per essere esposto all'esposizione universale di Parigi del 1867, ricevendo il Grand Prix de Peinture. L'opera originale oggi è esposta al museo Condé.
Nel 1859, William Thompson Walters acquistò una replica dell'opera di Gérôme all'accademia nazionale di disegno di New York per 2500 dollari. Walters chiese al gestore della mostra all'accademia di disegno nuovaiorchese una lettera di autenticazione da parte di Gérôme stesso, oltre a una comparazione tra il dipinto originale e la copia. Jean-Léon Gérôme realizzò altre repliche del Duello fra due maschere, una delle quali per Mehmed Alì Pascià.
Tra il 1909 e il 1910, a Baltimora si tenne un sondaggio per scoprire quali fossero le cinquanta opere d'arte preferite dei baltimoresi: L'uscita dal ballo in maschera si piazzò al primo posto.

## Descrizione

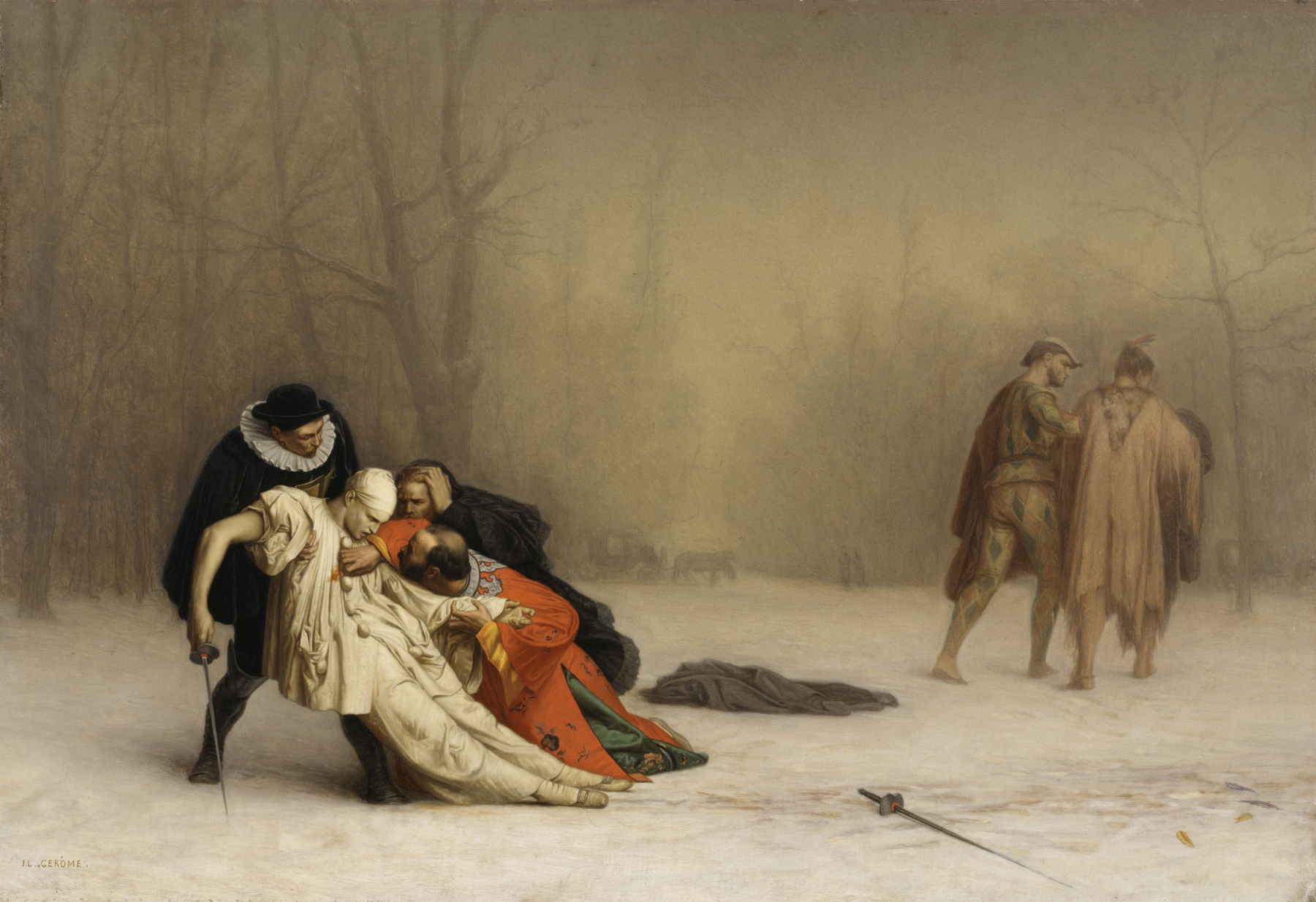
La replica baltimoriana

La scena è ambientata in una grigia mattina d'inverno nel bosco di Boulogne, a Parigi; gli alberi sono spogli e il terreno è coperto di neve. Un uomo travestito da Pierrot è stato ferito mortalmente in un duello e crolla fra le braccia di un uomo travestito da Enrico di Guisa. Un medico, vestito da doge veneziano, prova a fermare la perdita di sangue, mentre un uomo vestito di nero si mette le mani tra i capelli.
Il vincitore del duello, un uomo vestito da nativo americano, esce di scena insieme al suo padrino, un Arlecchino, lasciandosi alle spalle la sua arma e qualche piuma del copricapo da amerindio. In lontananza, al centro della composizione, una carrozza aspetta il vincitore del duello.
Gérôme nei suoi dipinti non raffigurava l'atto violento di per sé, ma le sue immediate conseguenze, infatti il duello non è in corso ma è già terminato. La scena ad un primo sguardo bizzarra per i costumi colorati dei personaggi si rivela drammatica non appena si nota il sangue del Pierrot.

## Nella cultura di massa
Questo dipinto ha ispirato il cortometraggio muto Un duel après le bal, realizzato dalla Pathé nel 1902.